# دختر میلیون دلاری (فیلم ۱۹۴۱)
«دختر میلیون دلاری» (انگلیسی: Million Dollar Baby) فیلمی در ژانر کمدی رمانتیک است به کارگردانی کرتیس برنهارت که در سال ۱۹۴۱ منتشر شد.
از بازیگران آن می‌توان به جفری لین و رونالد ریگان اشاره کرد.